# 何济海
何济海（1939年—），男，河北蠡县人，中华人民共和国政治人物，曾任中华人民共和国商业部副部长，国内贸易部副部长。